# Кабеделу
Кабеделу (порт. Cabedelo) — муниципалитет в Бразилии, входит в штат Параиба. Составная часть мезорегиона Зона-да-Мата-Параибана. Входит в экономико-статистический микрорегион Жуан-Песоа. Население составляет 66 858 человек на 2016 год. Занимает площадь 31,915 км². Плотность населения — 1815,57 чел./км².
Праздник города — 12 декабря.

## История
Город основан в 1956 году.

## Статистика
- Валовой внутренний продукт на 2014 год составляет 2 294 113,00 реалов (данные: Бразильский институт географии и статистики)[1].
- Валовой внутренний продукт на душу населения на 2014 год составляет 35 645,02 реалов (данные: Бразильский институт географии и статистики)[1].
- Индекс человеческого развития на 2010 год составляет 0,748 (данные: Программа развития ООН)[2].

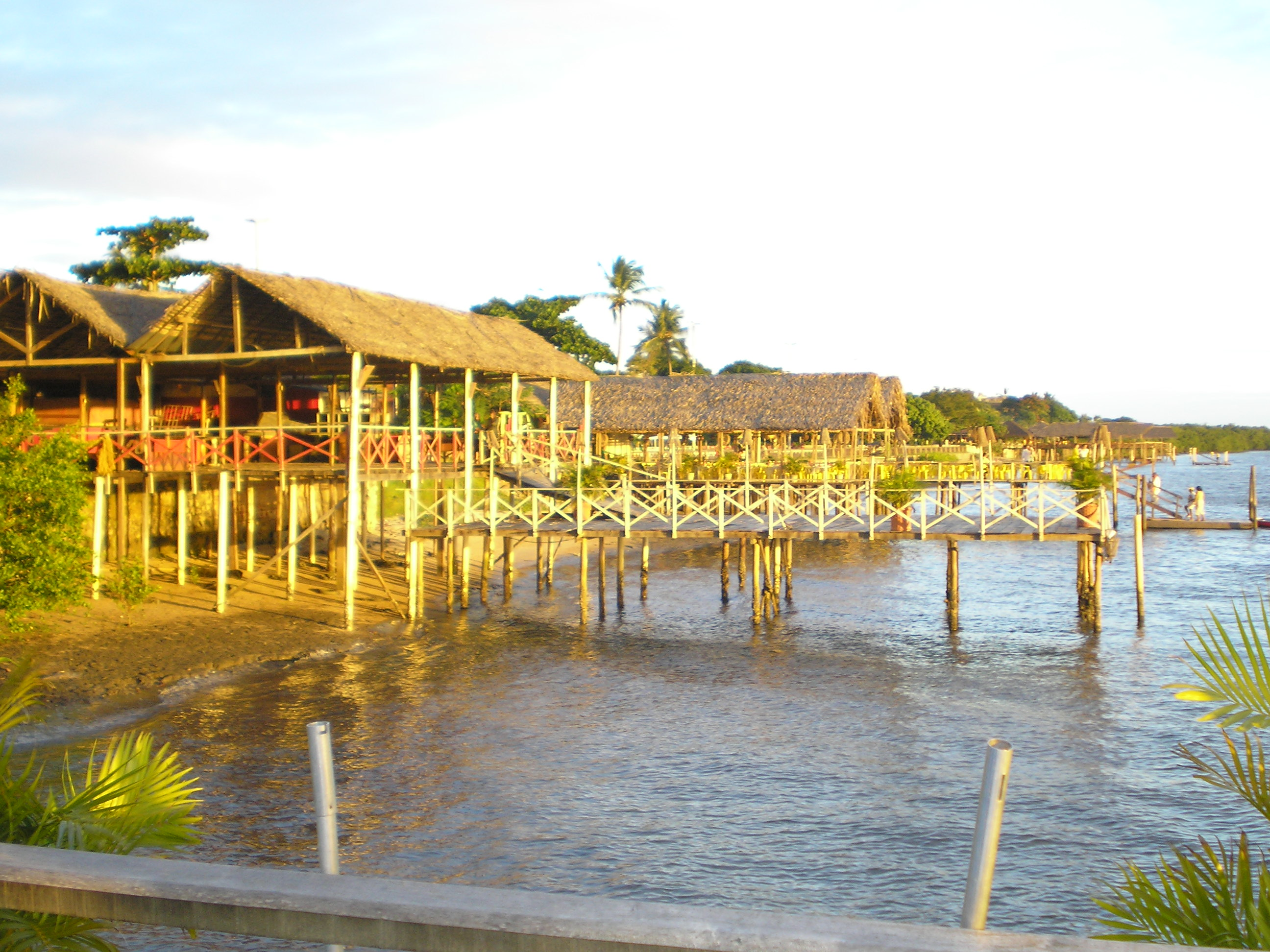